# Aptana Studio
Aptana Studio es un entorno de desarrollo integrado de software libre basado en eclipse y desarrollado por Aptana, Inc., que puede funcionar bajo Windows, Mac y Linux y provee soporte para lenguajes como: PHP, Python, Ruby, CSS, Ajax, HTML y ActionScript 3.0  (Adobe AIR). Tiene la posibilidad de incluir complementos para nuevos lenguajes y funcionalidades. Los desarrolladores lo definen como el IDE de desarrollo web de código abierto más potente

## Características
- Asistente de código para HTML y Javascript.
- Librerías ajax (jQuery, prototype, scriptaculous, Ext JS, dojo, YUI y Spry entre otras).
- Conexión vía FTP, SFTP, FTPS y Aptana Cloud.
- Herramientas para trabajo con base de datos.
- Marcado de sintaxis mediante colores.
- Compatible con extensiones para Eclipse (existen más de 1000).

## Licencia
Es un software libre bajo licencia GPL.